# Чишминська селищна рада
Чишми́нська селищна рада (рос. Чишминский поселковый совет) — муніципальне утворення у складі Чишминського району Башкортостану, Росія. Адміністративний центр та єдиний населений пункт — селище міського типу Чишми.

## Населення
Населення — 22733 особи (2019, 21196 у 2010, 21008 у 2002).